# NGC 167

NGC 167

إن جي سي 167 (NGC 167) هي مجرة حلزونية تقع على بعد نحو 172 مليون سنة ضوئية من النظام الشمسي في كوكبة قيطس. وقد تم اكتشافه في عام 1886 من قبل فرانسيس بريسيرفت ليفنوورث.

## وصلات خارجية
- NGC 167 على موقع ويكي سكاي: DSS2, SDSS, GALEX, IRAS, Hydrogen α, X-Ray, Astrophoto, Sky Map, Articles and images
- SEDS